# 自由山 (克利本縣)
自由山（英語：Liberty Hill）是一個位於美國阿拉巴馬州克利本縣的非建制地區。該地的面積和人口皆未知。

## 地理
自由山的座標為33°50′55″N 85°34′22″W / 33.84861°N 85.57277°W，而該地最高點為海拔高度288米（即945英尺）。